# Lijst van ministers van Onderwijs en Vorming van de Duitstalige Gemeenschap
Dit is een lijst van ministers van Onderwijs en Vorming in de regering van de Duitstalige Gemeenschap.

## Lijst
| Nr. | Minister | Minister                   | Partij | Partij | Begin            | Einde            | Regering(en)       | Bevoegdheid                                                                                                |
| --- | -------- | -------------------------- | ------ | ------ | ---------------- | ---------------- | ------------------ | --- |
| 1   |          | Bruno Fagnoul (1936-2023)  |        | PFF    | 30 januari 1984  | 13 november 1990 | Fagnoul, Maraite I | Vorming/ Onderwijs (vanaf 30 augustus 1989)                                                                |
| 2   |          | Marcel Lejoly (1948)       |        | SP     | 30 januari 1984  | 13 november 1986 | Fagnoul            | Voortgezet Onderwijs                                                                                       |
| 3   |          | Mathieu Grosch (1950)      |        | CSP    | 13 november 1986 | 11 november 1990 | Maraite I          | Volwassenenonderwijs                                                                                       |
| 4   |          | Bernd Gentges (1943)       |        | PFF    | 11 november 1990 | 13 juni 1995     | Maraite II         | Onderwijs en Vorming                                                                                       |
| 5   |          | Karl-Heinz Lambertz (1952) |        | SP     | 11 november 1990 | 6 juli 1999      | Maraite II, III    | Volwassenenonderwijs en Omscholing (tot 13 juni 1995)/ Vorming (vanaf 13 juni 1995)                        |
| 6   |          | Wilfried Schröder (1942)   |        | CSP    | 13 juni 1995     | 6 juli 1999      | Maraite III        | Onderwijs                                                                                                  |
| (4) |          | Bernd Gentges (1943)       |        | PFF    | 6 juli 1999      | 6 juli 2004      | Lambertz I         | Onderwijs en Opleiding                                                                                     |
| 7   |          | Hans Niessen (1950)        |        | Ecolo  | 6 juli 1999      | 6 juli 2004      | Lambertz I         | Permanente vorming                                                                                         |
| 8   |          | Oliver Paasch (1971)       |        | ProDG  | 6 juli 2004      | 26 juni 2014     | Lambertz II, III   | Onderwijs en Schoolgeneeskunde (tot 23 juni 2009)/ Onderwijs en Middenstandsopleiding (vanaf 23 juni 2009) |
| 9   |          | Harald Mollers (1977)      |        | ProDG  | 26 juni 2014     | 12 oktober 2020  | Paasch I, II       | Onderwijs                                                                                                  |
| 10  |          | Lydia Klinkenberg (1981)   |        | ProDG  | 12 oktober 2020  | 1 juli 2024      | Paasch II          | Onderwijs                                                                                                  |
| 11  |          | Jérôme Franssen (1982)     |        | CSP    | 1 juli 2024      | heden            | Paasch III         | Onderwijs                                                                                                  |